# Râul Bătrâna, Bâlta
Râul Bătrâna este un curs de apă, afluent al râului Bâlta. 

## Generalități
Râul Bătrâna are un singur afluent de stânga, Valea Tânără și nici unul de dreapta. Nu trece prin nicio localitate.

## Hărți
- Harta Munților Vâlcan  Arhivat în 15 iunie 2011, la Wayback Machine.